# 勝呂神社古墳
勝呂神社古墳（すぐろじんじゃこふん）は、埼玉県坂戸市の勝呂古墳群内にある古墳である。勝呂1号墳と編号されている。
墳頂に勝呂神社が建立されている。直径50メートル、高さ4.2メートルとする資料が多いが、2016年から2018年にかけての調査では墳経41.3メートルとされている。平成11年に周溝の発掘調査が行われた。神社の境内には緑泥片岩の板3枚があるが、2枚はこの古墳から出土したものと伝えられる。
勝呂神社の由緒には1500年前（6世紀初頭）に建渟河別命が埋葬されたとあり、祭神も建渟河別命である。考古学的調査からは7世紀前半の築造と推定され、被葬者については近隣の勝呂廃寺の創建に関わった氏族という可能性が示唆されている。

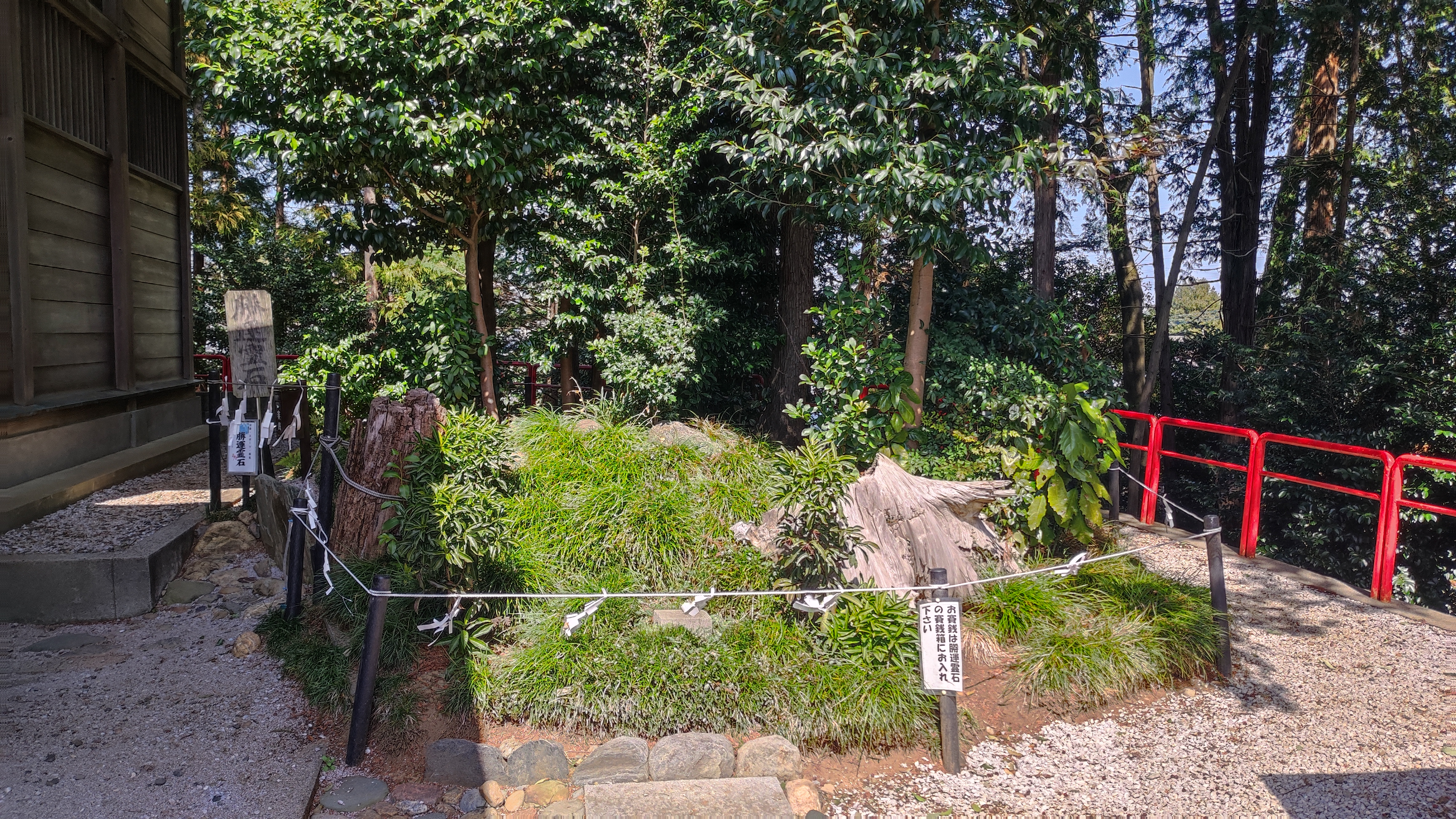
勝呂神社本殿脇に露出する古墳の主墳部

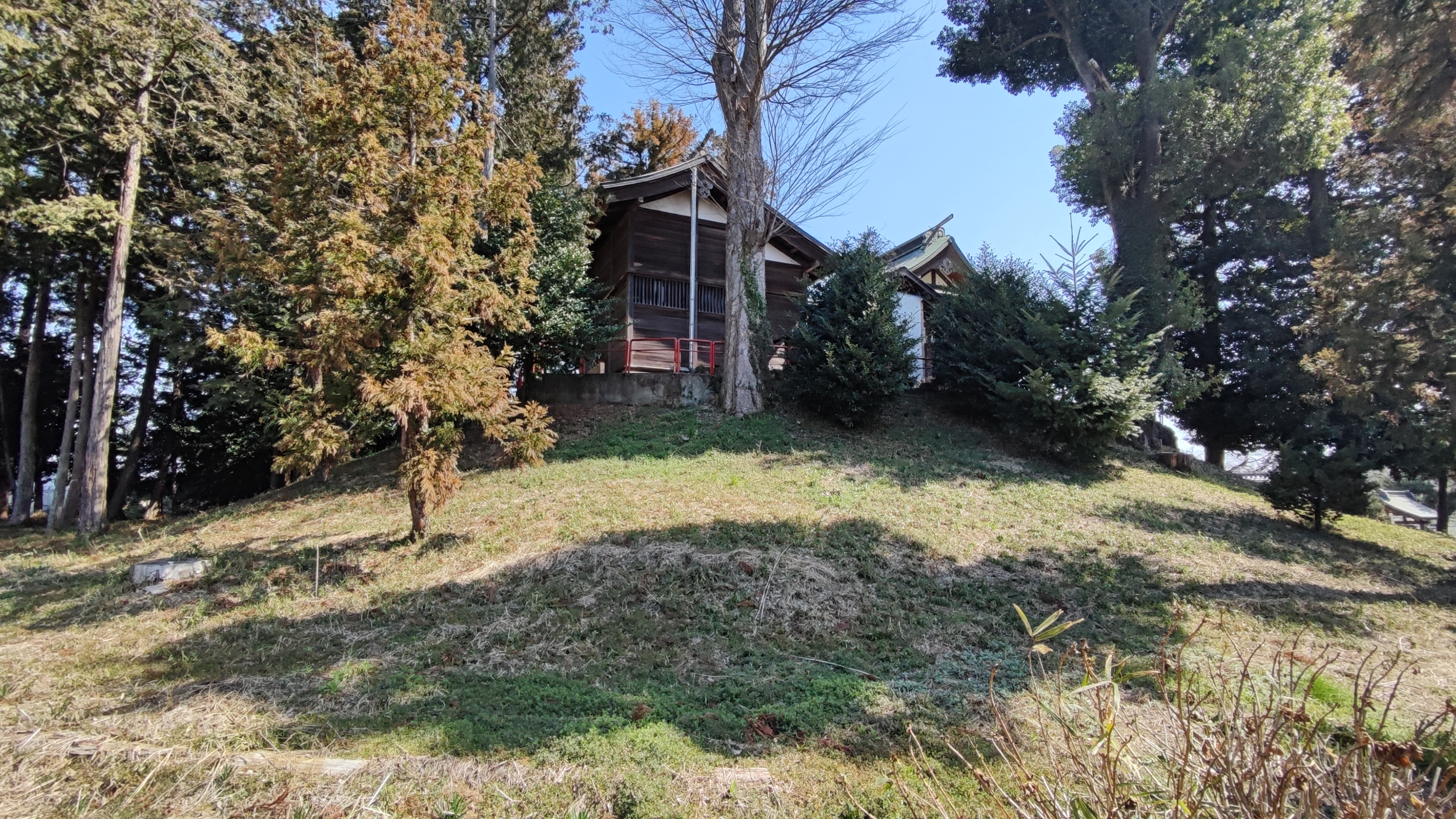
西側面から見た勝呂神社（勝呂1号墳）